# 偽善者の声
「偽善者の声」（ぎぜんしゃのこえ）は、WEAVERの楽曲。同バンドの7作目の配信限定シングルとして、2012年8月24日にA-Sketchからリリースされた。

## 概要
前作『『あ』『い』をあつめて』以来約1年ぶりのリリースとなる。本作は、iTunes Storeにて配信リリースされた。
日本テレビ『ワン・トゥリー・ヒル ファースト・シーズン』のエンディングテーマとなっている。

## 収録内容
| #         | タイトル       | 作詞      | 作曲      | 編曲      | 時間 |
| --------- | -------------- | --------- | --------- | --------- | ---- |
| 1.        | 「偽善者の声」 | 河邉徹    | 杉本雄治  | WEAVER    | 3:14 |
| 合計時間: | 合計時間:      | 合計時間: | 合計時間: | 合計時間: | 3:14 |